# والس شماره ۲ (شوستاکوویچ)
والس شماره ۲ نمونه‌ای از ساخته‌های مردم‌پسند دمیتری شوستاکوویچ، آهنگساز بزرگ روس، در فرم والس است. این اثر شهرت فراوانی برای شوستاکوویچ به ارمغان آورد.
این والس موسیقی فیلم طرح مخالف است که در سال ۱۹۳۲ بر پردهٔ سینما رفت. ترانهٔ این فیلم به‌عنوان ترانهٔ مخالف‌خوان بر اساس شعر بوریس کورنیلف آواز محبوب روس‌ها شد. ده سال بعد، در سال ۱۹۴۲، شعر تازه‌ای به زبان انگلیسی جایگزین شعر روسی کرد و با عنوان ملل متحد ترانهٔ محبوب آمریکاییان شد.
در سال ۱۹۹۹ استنلی کوبریک در واپسین فیلمش به نام چشمان کاملاً بسته، از این والس استفاده کرد.